# Chelonus shyrvanicus
Chelonus shyrvanicus är en stekelart som beskrevs av Abdinbekova 1967. Chelonus shyrvanicus ingår i släktet Chelonus och familjen bracksteklar. Inga underarter finns listade i Catalogue of Life.